# Municipio de Stillwater (Dakota del Norte)
El municipio de Stillwater (en inglés: Stillwater Township) es un municipio ubicado en el condado de Bowman en el estado estadounidense de Dakota del Norte. En el año 2010 tenía una población de 28 habitantes y una densidad poblacional de 0,35 personas por km².

## Geografía
El municipio de Stillwater se encuentra ubicado en las coordenadas 46°14′39″N 103°10′43″O / 46.24417, -103.17861. Según la Oficina del Censo de los Estados Unidos, el municipio tiene una superficie total de 79.25 km², de la cual 79,23 km² corresponden a tierra firme y (0,03 %) 0,02 km² es agua.

## Demografía
Según el censo de 2010, había 28 personas residiendo en el municipio de Stillwater. La densidad de población era de 0,35 hab./km². De los 28 habitantes, el municipio de Stillwater estaba compuesto por el 100 % blancos. Del total de la población el 0 % eran hispanos o latinos de cualquier raza.